# Hermanas de la Asunción de la Santa Virgen
La Congregación de Hermanas de la Asunción de la Santa Virgen (oficialmente en francés: Congregation des sœurs de l'Assomption de la Sainte-Vierge) es congregación religiosa católica femenina de vida apostólica y de derecho pontificio, fundada por el sacerdote canadiense Jean-Marie Harper, en 1853, en la localidad de Saint-Grégoire (Quebec). A las religiosas de este instituto se les conoce como hermanas de la Asunción y posponen a sus nombres las siglas S.A.S.V.

## Historia
El sacerdote canadiense Jean-Marie Harper, con el ideal de educar no solo a la juventud necesitada, sino además a las mujeres encargadas de la educación primaria, decidió fundar un instituto de enseñanza y una congregación religiosa para su mantenimiento. De ese modo, surge en la ciudad de Saint-Grégoire, Quebec (Canadá), en 1853, las Hermanas de la Asunción de la Santa Virgen. Las primeras religiosas tomaron el hábito en 1855, entre ellas se encontraba Euduviges Buisson, considerada cofundadora del instituto, quien por 27 años gobernó la congregación. Ese mismo año se trasladó la curia general a la casa de Nicolet. El instituto recibió la aprobación pontificia el 12 de junio de 1923, durante el pontificado de Pío XI.

## Organización
La Congregación de Hermanas de la Asunción de la Santa Virgen es un instituto religioso de derecho pontificio centralizado, cuyo gobierno recae en la superiora general, a la que los miembros del instituto llaman Madre general. A ella, le coadyuva su consejo, elegido para un periodo de seis años. La sede central se encuentra en Nicolet (Canadá).
Las hermanas de la Asunción se dedican a la educación cristiana de la juventud y a la formación de las futuras candidatas a maestras. En 2015, el instituto contaba con unas 422 religiosas y 31 comunidades, presentes en Brasil, Canadá, Ecuador, Estados Unidos y Japón.